# Školský ombudsman
Školský ombudsman je apolitická a institucionálně nezávislá funkce zřizovaná Ministerstvem školství, mládeže a tělovýchovy tzn. že nemá výkonnou pravomoc, není odvolacím orgánem ani stupněm řízení v ministerstvu. Jeho činnost nepatří mezi základní činnosti ministerstva ve smyslu § 74 odst. 1 zákoníku práce. Pravidelně se však účastní jednání Meziresortní pracovní skupiny k primární prevenci. Vede Pracovní skupinu krajských školských koordinátorů prevence a Pracovní tým MŠMT k problematice šikany. Zabývá se podněty, na které nestačí školní inspekce. Jeho role je preventivní a může být také mediátorem případných sporů, především ve školách a školských zařízeních. Jeho agendou je provádění pravidelných návštěv škol, které jsou příkladem ve vytváření bezpečného klima nebo naopak, kde mohou být porušována základní práva. Ve své činnosti se zaměřuje na mediaci a řešení nejrůznějších podnětů či sporů, které se dotýkají zejména sociálně-patologických jevů a explicitně šikany, ale také např. vzájemných vztahů všech aktérů výchovy a vzdělávání ve školách, školských zařízeních, spolupráce pedagogů s vedením školy či školského zařízení, se zástupci žáků a školskou radou, spolupráce se zřizovateli.

## Historie
Instituce byla zřízena Ministrem školství Marcelem Chládkem za vlády Bohuslava Sobotky v roce 2014. Do této funkce byl z počátku dosazen Eduard Zeman, bývalý pedagog a ministr školství. Nejdříve se plánovalo, že bude tato funkce vykonávaná jen poloviční úvazek a i samotný první školský ombudsman byl k této funkci značně skeptický. Eduard Zeman oficiálně nastoupil do funkce 15. září 2014. Ve funkci setrval do září roku 2016, kdy ho vystřídal Ladislav Hrzal.
Ladislav Hrzal je zakladatelem ankety Zlatý Ámos. Položil základy pro fungování školského ombudsmana v České republice a jeho přínos má dlouhodobý pozitivní dopad na kvalitu a spravedlnost ve vzdělávacím systému.  
| Jméno          | Začátek a konec funkce | Začátek a konec funkce | Jmenován ministrem |
| -------------- | ---------------------- | ---------------------- | ------------------ |
| Eduard Zeman   | 15.9.2014              | 15.9.2016              | Marcel Chládek     |
| Ladislav Hrzal | 15.9.2016              | Dosud                  | Kateřina Valachová |

## Podání stížnosti školskému ombudsmanovi
Školský ombudsman řeší stížnosti v případě, že nejste spokojeni s předchozím vyřešením svého požadavku a současně jste přesvědčeni, že došlo k pochybení nebo porušení vašich práv a chcete celou záležitost znovu posoudit. Formulář stížnosti je k nalezení na oficiálních stránkách MŠMT v sekci Školský ombudsman.
Formulář je poté potřeba odeslat buď emailem na mailovou adresu nebo poštou. Kontaktní údaje jsou zveřejněné na oficiálních stránkách MŠMT v sekci Školský ombudsman. Stížnost je také možné doručit osobně do podatelny MŠMT.
Školský ombudsman se nezabývá veškerými stížnostmi, které do podatelny přijdou. Stížnosti jsou nejprve roztříděny pověřenými pracovníky MŠMT.